# Washburn-Gleichung
Die Washburn-Gleichung (nach Edward W. Washburn, der sie 1921 herleitete) beschreibt in der Physik die kapillare Strömung in porösen Materialien vereinfacht als:
{\displaystyle L={\sqrt {\frac {\gamma \cdot D\cdot t\cdot \cos \phi }{4\cdot \eta }}}}
mit
- der Eindringtiefe {\displaystyle L}, in die eine Flüssigkeit
- der Viskosität {\displaystyle \eta } und
- der Oberflächenspannung {\displaystyle \gamma } eindringt
- innerhalb der Zeit {\displaystyle t}

in ein vollständig benetzbares Material
- mit dem durchschnittlichen Porendurchmesser {\displaystyle D} und
- dem Kontaktwinkel {\displaystyle \phi } zwischen Flüssigkeit und Material.

Popularität erlangte diese Gleichung in England durch den Physiker Len Fisher der Universität Bristol. Er demonstrierte die Anwendung der Gleichung anhand eines Kekstauchexperiments, um die Wissenschaft der Physik durch die Beschreibung alltäglicher Probleme zugänglicher zu machen.

## Herleitung
Das Gesetz von Hagen-Poiseuille
{\displaystyle {\frac {dV}{dt}}={\frac {\pi \cdot r^{4}}{8\cdot \eta }}{\frac {\Delta p}{l}}}
wird angewendet auf die Kapillarströmung einer Flüssigkeit in einem zylindrischen Rohr ohne Einwirkung eines äußeren Gravitationsfeldes.
Nach Einsetzen des Ausdrucks
{\displaystyle dV=\pi r^{2}dl}
für ein differentielles Volumen, welches über die differentielle Länge {\displaystyle dl} einer Flüssigkeit in einem Rohr definiert wird, erhält man folgende Gleichung:
{\displaystyle \Rightarrow {\frac {\delta l}{\delta t}}={\frac {\sum p}{8r^{2}\eta l}}(r^{4}+4\epsilon r^{3}).}
Darin ist
- {\displaystyle \sum p=p_{a}+p_{h}+p_{c}} die Summe aller wirkenden Drücke, darunter:
  - der atmosphärische Druck {\displaystyle p_{a}}
  - der hydrostatische Druck {\displaystyle p_{h}} und
  - das Druckäquivalent {\displaystyle p_{c}} aufgrund von Kapillarkräften,
- {\displaystyle \epsilon } der Gleitreibungskoeffizient, welcher für benetzbare Materialien 0 wird,
- {\displaystyle r} der Radius der Kapillare.

Die einzelnen Druckkomponenten können folgendermaßen ausgedrückt werden:
{\displaystyle p_{h}=\rho \cdot g\cdot h-\rho \cdot g\cdot l\sin \psi ,}
{\displaystyle p_{c}={\frac {2\cdot \gamma }{r}}\cdot \cos \phi .}
mit
- der Dichte {\displaystyle \rho } der Flüssigkeit
- dem Ausrichtungswinkel {\displaystyle \psi } des Rohres, bezogen auf eine horizontale Achse.

Das Einsetzen dieser Gleichungen für die einzelnen Drücke führt zu einer Differentialgleichung erster Ordnung, die die Eindringtiefe {\displaystyle l} der Flüssigkeit in das Rohr beschreibt:
{\displaystyle \Rightarrow {\frac {\delta l}{\delta t}}={\frac {[p_{a}+g\rho (h-l\sin \psi )+{\frac {2\gamma }{r}}\cos \phi ](r^{4}+4\epsilon r^{3})}{8r^{2}\eta l}}.}

## Einzelnachweis
1. ↑  
Edward W. Washburn: The Dynamics of Capillary Flow. In: Physical Review. Band 17, Nr. 3, 1921, S. 273–283, doi:10.1103/PhysRev.17.273.